# 香姜
香姜（学名：Alpinia coriandriodora）为姜科山姜属下的一个种。該物種花期為4至5月，果期為9至10月，主要分佈於中國广西的龙州、南宁。